# Les hermètiques
Les hermètiques és una pintura a l'oli sobre taula de fusta, que Miquel Viladrich elaborà l'any 1909 i que forma part de la col·lecció pictòrica de la Diputació de Lleida. Des de 1985, l'obra està dipositada al Museu d'Art Jaume Morera de Lleida.
Sembla que l'obra fou presentada a la primera exposició que l'artista feia a Madrid, la qual tingué lloc a l'estudi que Viladric tenia al quart pis del número 23 del carrer Jorge Juan. L'esdeveniment va ser un èxit amb notable ressò a la premsa, per bé que l'obra no fou finalment escollida pel jurat de la Selecció d'art català que es va celebrar a la Sala Parés de Barcelona com a avantsala de l'Exposició Universal i Internacional de Brussel·les.

## Llista d'exposicions
La llista completa d'exposicions de l'obra és la següent:
- Encontres amb la Col·lecció 1, Museu d'Art Jaume Morera, Lleida, 2012
- L'Espagne entre deux siècles. De Zuloaga à Picasso, Musée de l'Orangerie, París, 2011-2012
- Entre dos siglos. España 1900, Paraninfo de la Universidad de Zaragoza, 2009
- Entre dos siglos. España 1900, Sala d'exposicions de la Fundación Mapfre, Madrid, 2008
- Viladrich. Primitiu i perdurable, Centro de Exposiciones y Congresos Ibercaja, Saragossa, 2007-2008
- Viladrich. Primitiu i perdurable, Castell de Fraga, 2007
- Viladrich. Primitiu i perdurable, Museu d'Art Jaume Morera, Lleida, 2007
- Julio Romero de Torres. Símbolo, materia y obsesión, Fundación Provincial de Artes Plásticas Rafael Botí. Palacio de la Merced de la Diputación de Córdoba, 2003
- La generación del 14. Entre el novecentismo y la vanguardia (1906-1926), Fundació Cultural Mapfre Vida, 2002
- Jardines de España, 1870-1936, Fundació Cultural Mapfre Vida, Madrid., 1999-2000
- Plástica y texto en torno al 98, Círculo de Bellas Artes. Comunitat de Madrid, 1998
- La pintura simbolista española, Fundació Cultural Mapfre Vida, Madrid, 1997